# فرحان بن سعود
الأمير فرحان بن سعود الأول وهو عم مؤسس الدولة السعودية الثالثة جلالة الملك عبدالعزيز طيب الله ثراه  وهو ابن أمير الدرعية الأمير سعود الأول والشقيق الأصغر للإمام محمد بن سعود، حيث شارك رحمه الله شقيقه الأكبر الإمام محمد بن سعود في تأسيس الدولة السعودية الأولى كما تولّى رحمه الله في عهد أخيه الأكبر الإمام محمد بن سعود أمارة نجد في أواخر عهد أخيه الإمام محمد بن سعود، وهو من ينتمي إليه فرع آل فرحان وإليه ينحدر الأمير ناصر بن سعود بن فرحان وابنه الأمير سعود بن ناصر بن فرحان أحد المؤسسين للدولة السعودية الثالثة مع المؤسس الملك عبدالعزيز طيب الله ثراه

## نسبه
هو فرحان بن سعود الأول بن محمد بن مقرن بن مرخان بن إبراهيم بن موسى بن ربيعة بن مانع بن ربيعة المريدي، والمردة من بني حنيفة، وهي إحدى قبائل بكر بن وائل بن قاسط بن هنب بن أفصى بن دعمي بن جديلة بن أسد بن ربيعة بن نزار بن معد بن عدنان.

## أسرته
أخوانه هم:
- محمد بن سعود
- مشاري بن سعود
- ثنيان بن سعود

ولديه ابن واحد وهو:
- عبدالله بن فرحان آل سعود[2]